# Thieves Like Us (singolo)
Thieves Like Us è un singolo del gruppo rock-synthpop britannico New Order, pubblicato nell'aprile 1984 dalla Factory Records.

## La canzone
Il titolo si ispira al film del 1974 Gang diretto da Robert Altman, il cui titolo inglese è proprio Thieves Like Us. Bernard Sumner disse in un'intervista televisiva che il titolo del pezzo gli fu suggerito da by John "Jellybean" Benitez (un socio del co-compositore, Arthur Baker).
Il lato B fu Lonesome Tonight, catalogato con il codice FAC 103. Entrambe le tracce vennero incluse nell'antologia del 1987 Substance e nella Collectors Edition di Power, Corruption and Lies del 2008, insieme ad una versione strumentale e più estesa del singolo (originariamente rilasciata come B-side del successivo Murder). Come quasi tutte opere precedenti, la canzone venne prodotta dal gruppo, sebbene sia stata in parte composta anche da Arthur Baker durante le sessioni di registrazione a New York di Confusion.
La copertina, ideata da Peter Saville, è ispirata ai dipinti metafisici di Giorgio de Chirico.

## Tracce
Testi e musiche di Arthur Baker, Gillian Gilbert, Peter Hook, Stephen Morris e Bernard Sumner eccetto dove indicato.

### 12": FAC 103 (UK)
1. Thieves Like Us- 6:36
2. Lonesome Tonight - 5:11 (Gilbert, Hook, Morris, Sumner)

### 7": FAC 103 (UK)
1. Thieves Like Us - 3:54
2. Lonesome Tonight - 3:52 (Gilbert, Hook, Morris, Sumner)

### 7": Tonpress S-534 (Polonia)
1. Blue Monday - 7:29 (Gilbert, Hook, Morris, Sumner)
2. Thieves Like Us - 6:36

- Pubblicato solo in Polonia nel 1985 sotto la licenza della Factory Records

## Classifiche
| Classifica (1984)         | Posizione massima |
| ------------------------- | ----------------- |
| Australia                 | 84                |
| Irlanda                   | 5                 |
| Nuova Zelanda             | 14                |
| Regno Unito               | 18                |
| Regno Unito (independent) | 1                 |

## Curiosità
- La versione strumentale di Thieves Like Us è stata inserita nella colonna sonora del film Bella in rosa.